# Cum non solum
A Cum non solum egy levél volt, amelyet IV. Ince pápa írt a Mongol Birodalom nagykánjának 1245. március 13-án. Ebben megrótta a mongolokat a keresztény országok elleni támadás miatt. A nagykán 1246-ban írta meg a választ mongolul, amiben idézi az eredeti levelet. Ezt lefordították perzsára, majd Giovanni da Pian del Carpine latinra és így hozta el 1247-ben a pápának.